# Malajiskspråkiga Wikipedia
Malajiskspråkiga Wikipedia (malajiska: Wikipedia Bahasa Melayu) är den malajiskspråkiga versionen av Wikipedia. Den startades i oktober 2002. Den malajiskspråkiga Wikipedian var i januari 2022 den 34:e största utgåvan av Wikipedior, räknat efter antal artiklar. Den har för närvarande 426 114 artiklar.